# 1 (siffra)
Siffran 1 (ett (fil)) används för att beteckna talet 1 och är en siffra i varje positiv talbas.
Det lägsta möjliga heltalet i en tiopotens börjar med siffran 1.

Teckenspråkets tecken för siffran 1.
Punktskriften för siffran 1.
Kilskrifttecken för 1 mellan andra siffror.
Signalflagga för siffran 1.
Mayakulturens tecken för siffran 1.
Babyloniska tecknet för siffran 1.
1 öga på en tärning.